# Pont des Camisards de Mialet

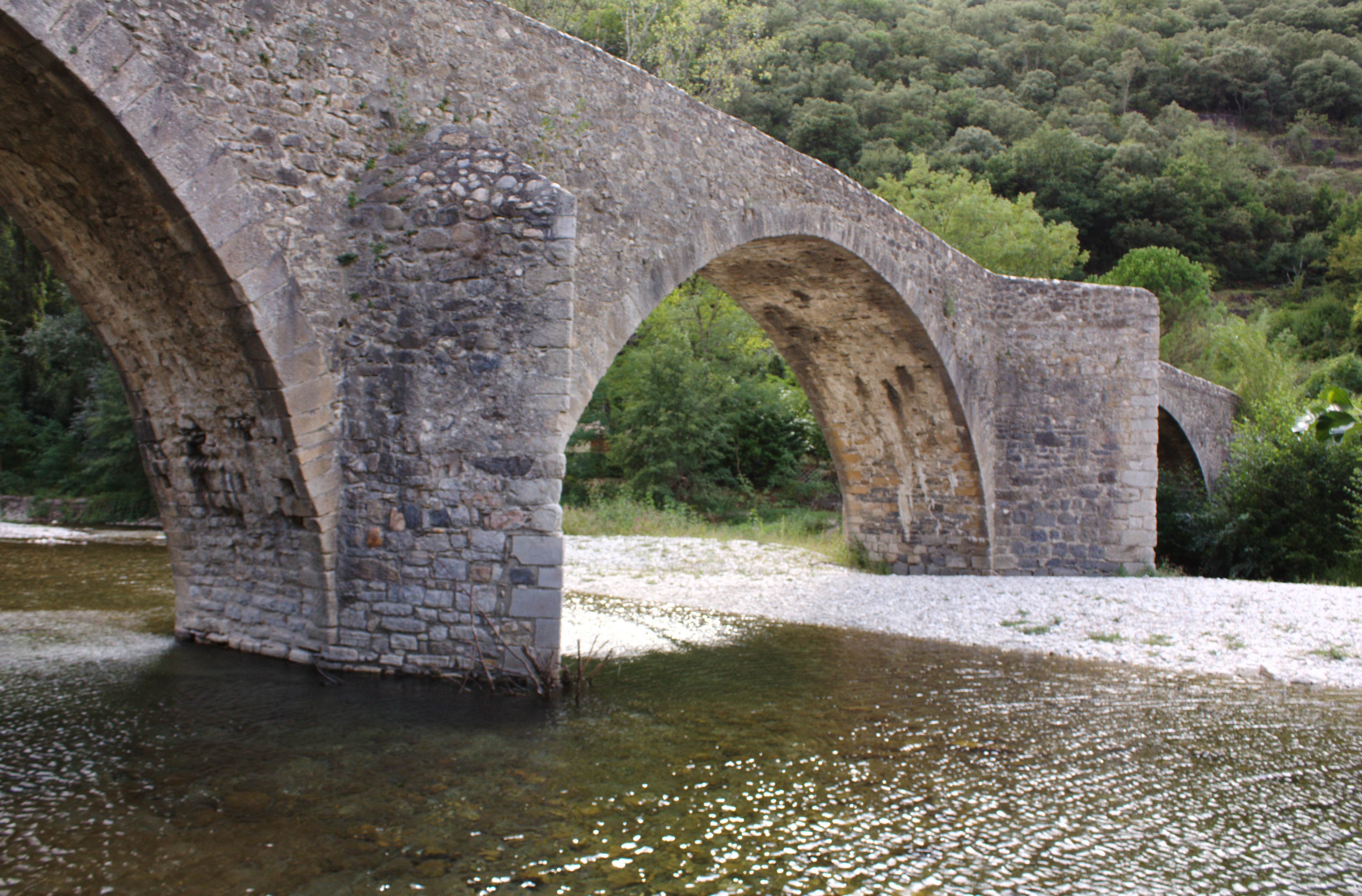
Une pile

Le pont vieux de Mialet dit aussi pont des Camisards est un pont en pierre traversant le Gardon sur la commune de Mialet dans le département du Gard, en France.

## Description
C'est un pont en arc à cinq arches inégales construit aux XVIIe siècle et XVIIIe siècle.

## Histoire
Construit entre 1714 et 1717, soit plus de 10 ans après la guerre des camisards, il n'a aucun rapport avec cet épisode. 
Le pont est classé aux monuments historiques par arrêté du 4 février 1974.